# O Escaravelho do Diabo
O Escaravelho do Diabo é um livro infanto-juvenil, escrito pela brasileira Lúcia Machado de Almeida. A história é centrada em  Alberto, que, ao ver seu irmão ser morto após receber um misterioso pacote com um escaravelho, decide investigar. Originalmente publicado em capítulos na revista O Cruzeiro,  entre 10 de outubro e 26 de dezembro de 1956, O Escaravelho do Diabo alcançou maior sucesso ao ser republicado em livro em 1974 pela Série Vaga-Lume, criada em janeiro do ano anterior, com ilustrações de Mario Cafiero. A  republicação mereceu vinte e seis edições deste livro. O Escaravelho do Diabo foi selecionado para o Programa Nacional de Biblioteca da Escola, em 1999, e recebeu adaptação cinematográfica em 2016.

## Enredo
A história  se passa em Vista Alegre, uma pequena cidade conhecida no interior de São Paulo. Começa quando o personagem Hugo, irmão de Alberto, recebe um misterioso pacote com um escaravelho (besouro preto) dentro. Contudo, não se interessa com a origem do presente, pois pensa que é uma pegadinha de seus amigos. No dia seguinte, Hugo é encontrado morto com uma espada cravada em seu peito. Inconformado com a morte de seu irmão, Alberto vai atrás do assassino.
Voltando para casa, nota, em uma revista, um besouro semelhante ao que Hugo havia recebido, o nome era " phanaeus ensifer", que em português significa "portador de espada". Então, começa a se aprofundar em objetos antigos a fim de achar o assassino e impedir o próximo crime. Após algum tempo de procura, encontrou um antiquário que vendia a mesma espada, mas o lojista disse não lembrar quem a havia comprado.
A partir daí, Alberto passa a ter ajuda do renomado inspetor local, o Inspetor Pimentel e do subinspetor Silva. Eles percebem que todas as vítimas desse assassino, que passa a ser denominado "Inseto", têm algo em comum: são todas ruivas legítimas, com cabelos que lembram a cor do fogo e sardentas. Juntos, eles vão investigando uma série de crimes que se sucedem, tentando descobrir também o motivo do assassinato de Hugo. Ao decorrer da investigação, Alberto conhece e se apaixona por Verônica, uma bela moça órfã que vive na pensão de uma irlandesa chamada Cora O'Shea, junto com outros moradores, e isso atrapalha a investigação.
Os três responsáveis por investigar o caso do escaravelho passam a desconfiar que a solução do mistério está na pensão de Cora O'Shea, mas não conseguem provas suficientes e o caso acaba sendo arquivado como "não solucionado". Após anos, numa viagem à  Europa, Alberto ainda pensa em reconquistar Verônica, e por acaso, descobre quem foi o assassino de Hugo, e o porquê de tudo isso.

## Personagens
Principais
- Alberto: moreno, dos olhos azuis, estudante de medicina,um dos solucionadores do crime, irmão de Hugo, apaixonado por Verônica.
- Inspetor Pimentel: Inspetor que cuida do caso de Hugo e das outras vítimas.
- Cora O'Shea: Irlandesa dona da pensão e mãe de Clarence O'Shea, tinha 50 anos e era um pouco surda.
- Mr. Gedeon: Americano, protético, hóspede de Cora O'Shea.
- Subinspetor Silva: Ajudante do Inspetor Pimentel e de Alberto, é outro personagem principal..
- Elza: Copeira da pensão de Cora O'Shea e uma das suspeitas do crime
- Verônica: apaixonada por Alberto, e foi acusada dos crimes.
- Rachel Saturnino: Ruiva, sardenta, apaixonada por Hugo.

Vítimas
- Hugo "Foguinho": Primeira vítima, assassinado com uma espada espanhola cravada no peito, irmão de Alberto;
- Clarence O'Shea: Filho de Cora O'Shea, morre envenenado por uma cápsula de cianureto colocada em meio aos seus remédios;
- Maria Fernanda: Cantora lírica; morre em meio a uma performance de "Carmen", de Bizet, atingida por uma seta envenenada;
- Galo-da-Serra: Animal em extinção; é estrangulado até a morte e tem todas as suas penas cor de fogo arrancadas;
- Padre Afonso: Padre da paróquia, morre carbonizado;
- Jean Graz / Mr. Graz: Professor de idiomas suíço, morre carbonizado junto ao Padre Afonso, durante o incêndio na capela. Alberto descobre, anos depois, que ele era o serial killer conhecido como "O Inseto", que arquitetou a própria morte junto à do Padre Afonso para que não fosse descoberto e preso por seus crimes, já que seu comportamento usual o mantinha abaixo de qualquer suspeita. Sua verdadeira identidade era Rudolf Bartels. um alemão que sumiu a cerca de 16 anos atrás.